# اود ۹۱۱۷
سیارک ۹۱۱۷ (به انگلیسی: 9117 Aude، نامگذاری:1997FR1) نه هزار و صد و هفدهمین سیارک کشف شده‌است که در ۲۷ مارس ۱۹۹۷ کشف شد.
قدر مطلق سیارک برابر ۱۲٫۴۰ است.